# Alice (альбом Тома Вейтса)
Alice — чотирнадцятий студійний альбом автора-виконавця Тома Вейтса, виданий 2002 року. Вийшов одночасно з Blood Money.

## Про альбом
Alice включає в себе пісні для однойменної вистави-варіації на тему «Аліси в Країні чудес». Адаптація була зроблена Робертом Вілсоном, з яким Вейтс працював раніше під час запису свого альбому The Black Rider. П'єса Вілсона вперше демонструвалася ще 1992 року в Гамбурзі і з того часу побувала в різних театрах у всьому світі. Тоді ж, за десять років до офіційного виходу з'явився бутлеґ Alice Demos з чорновими варіантами пісень Тома. Джерело його, ймовірно — автомобіль співака, розбитий все в тому ж 1992 році. Офіційний альбом Alice був добре прийнятий критиками, наприклад Metacritic поставив його на друге місце в Топ 30 2002 року.

## Список композиций
Автор музики і слів Том Вейтс і Кетлін Бреннан. 
| #   | Назва                      | Тривалість |
| --- | -------------------------- | ---------- |
| 1.  | «Alice»                    | 4:28       |
| 2.  | «Everything You Can Think» | 3:10       |
| 3.  | «Flower's Grave»           | 3:28       |
| 4.  | «No One Knows I'm Gone»    | 1:42       |
| 5.  | «Kommienezuspadt»          | 3:10       |
| 6.  | «Poor Edward»              | 3:42       |
| 7.  | «Table Top Joe»            | 4:14       |
| 8.  | «Lost in the Harbour»      | 3:45       |
| 9.  | «We're All Mad Here»       | 2:31       |
| 10. | «Watch Her Disappear»      | 2:33       |
| 11. | «Reeperbahn»               | 4:02       |
| 12. | «I'm Still Here»           | 1:49       |
| 13. | «Fish & Bird»              | 3:59       |
| 14. | «Barcarolle»               | 3:59       |
| 15. | «Fawn»                     | 1:43       |